# 富山県立高志支援学校
富山県立高志支援学校（とやまけんりつ こししえんがっこう）は、富山県富山市にある県立の肢体不自由特別支援学校である。

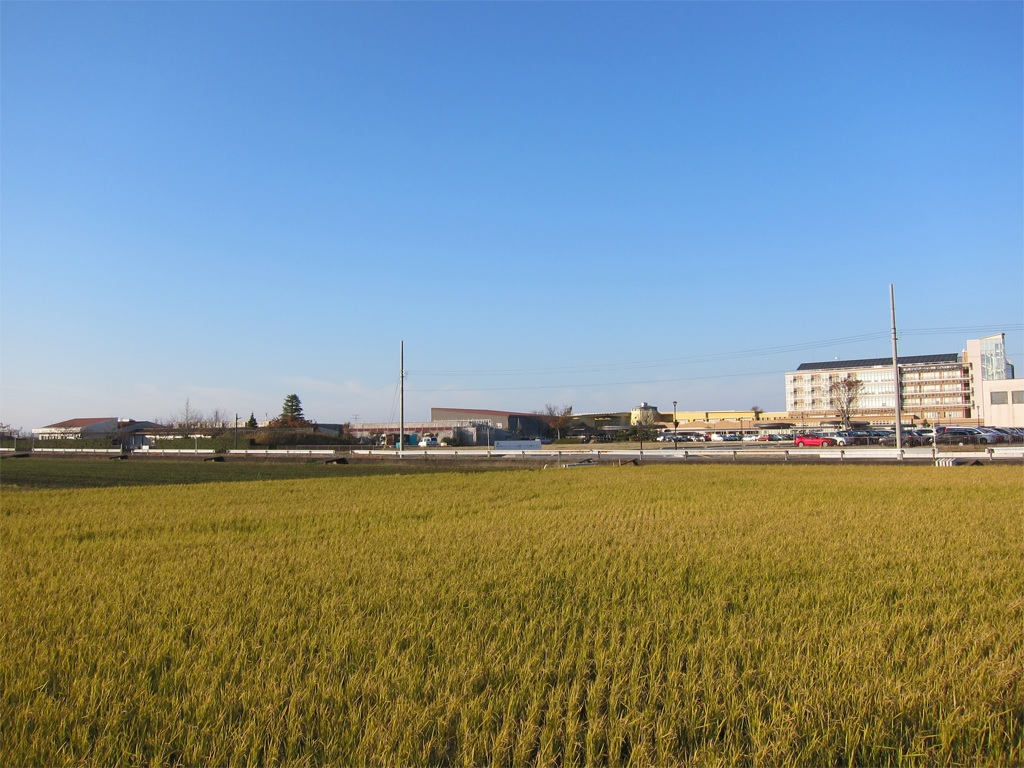
富山県リハビリテーション病院・こども支援センター全景（中央より西側が本校）

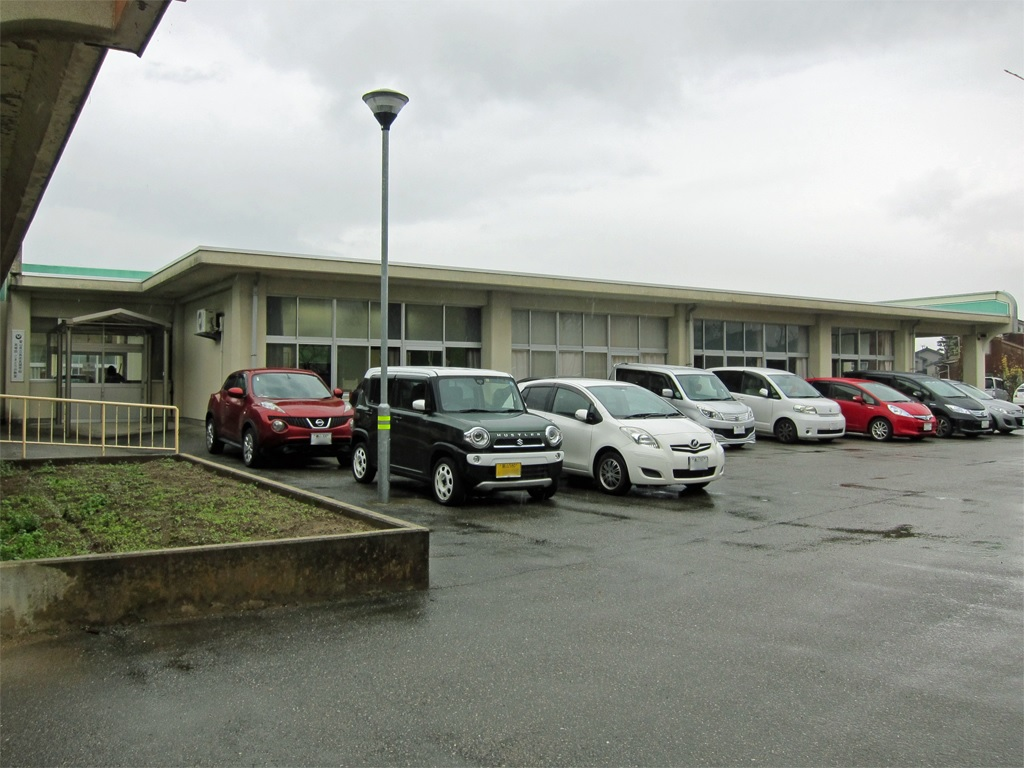
高等部こまどり分教室（高岡市）

## 沿革
1977年
- 4月1日 - 富山県立高志養護学校設置[2]。
- 8月5日 - 富山県立高志養護学校として完成[3]。
- 8月25日 - 寺町の旧古志学園から入園児たちが移転[3]。
- 9月1日 - 正式に開所[3]。

2010年
- 4月1日-富山県立高志支援学校に校名変更。

## 設置学部
- 小学部
- 中学部
- 高等部

## 周辺
- 富山県リハビリテーション病院・こども支援センター(隣接している医療機関)

## 主な卒業生
- 藤井友里子（ボッチャ選手）
  - リオパラリンピック団体銀メダル、東京パラリンピック団体銅メダルを獲得[4][5]。